# Limón serrano
El limón serrano (denominada también como ensalada hurdana) es una preparación culinaria típica de Sierra de Francia y Sierra de Béjar (provincia de Salamanca). Consiste en una ensalada elaborada con embutidos como el chorizo y/o fiambres, huevos y cítricos (limón y naranja). Es un plato que posee un contraste de sabores agridulces y salados, que se suele servir frío. La preparación posee muchas variantes dependiendo de los gustos, por ejemplo en la disposición de los cítricos: cortados en láminas o en tacos, en la elaboración de los huevos: fritos o cocido.  Algunas recetas emplean trozos de cabrito asado. Se servía tradicionalmente como desayuno, de los Jueves Santos. 
Sin sus ingredientes cárnicos, procedentes del cerdo, posiblemente sea una preparación de origen sefardí que constituía un plato único en los días de fiesta.